# 브로큰 (2012년 영화)
《브로큰》(영어: Broken)은 2012년 공개된 영국의 성장 드라마 영화이다. 루퍼스 노리스의 장편 영화 감독 데뷔작이다. 팀 로스, 킬리언 머피, 로리 키니어, 빌 밀너, 데니스 로슨 등이 출연하였다.
2012년 5월 12일 제65회 칸 영화제에서 전 세계 최초 상영되었으며 영국에서는 2013년 3월 9일 스튀디오카날에 의해 극장 개봉하였다. 2012년 제15회 영국 독립 영화상에서 9개 부문에 후보로 올라 영국 독립영화상과 남우조연상을 수상하였다.

## 줄거리
11살 당뇨병 환자 에밀리 "스컹크" 커닝엄은 사무 변호사 아버지 아치, 오빠 제드, 오페어 카시아와 살고 있다.
어느 날 절친 릭이 세 딸을 둔 이웃 오즈월드 씨로부터 딸 하나를 성폭행했다는 오해를 사 구타당한다. 릭은 체포되었다가 곧 풀려나지만 정신병원에 들어가고, 이때부터 스컹크와 주변인들의 삶은 엉망진창이 된다. 오즈월드 씨 딸들은 스컹크를 괴롭히기 시작하고, 카시아는 스컹크가 제일 좋아하는 교사인 남자친구 마이크와 헤어지더니 아버지 아치와 사귀며 스컹크와 마이크를 충격에 빠뜨린다. 심지어 첫 남자친구는 갑자기 이사를 간다.
오즈월드 씨 딸 수전은 본인의 임신 사실을 알고 무수한 성관계 상대 중 누가 아기 아빠인지 짐작이 가지 않자 무고한 마이크를 지목해버린다. 오즈월드 씨는 스컹크네 교실로 찾아와 마이크를 구타한 뒤 체포된다. 아버지 아치가 마이크에게 법률 자문을 해준다. 수전은 집에서 음주 파티를 열었다가 유산 끝에 사망하고, 오즈월드 씨는 석방된다.
스컹크는 릭의 집에 들어갔다가 릭이 우발적으로 어머니를 계단에서 밀어 목을 부러트려 사망시킨 현장을 목격한다. 릭이 스컹크를 자기 집에서 나가지 못하게 막으면서 스컹크는 저혈당 혼수 상태에 빠진다. 오즈월드 씨가 쓰러진 스컹크와 자살로 생을 마감한 릭의 시체를 발견하고 스컹크를 병원으로 데려가는데...

## 출연
- 팀 로스 - 아치 역
- 킬리언 머피 - 마이크 키어넌 역
- 엘로이즈 로런스 - 에밀리 "스컹크" 커닝엄 역
- 로리 키니어 - 밥 오즈월드 역
- 로버트 엠스 - 릭 역
- 자나 마르야노비치 - 카시아 역
- 클레어 버트 - 버클리 부인 역
- 빌 밀너 - 제드 역
- 데니스 로슨 - 버클리 씨 역
- 릴리 제임스 - 성장한 스컹크 역
- 넬 타이거 프리 - 애나 역
- 시타 인드라니 - 모티머 의사 역
- 조지 사전트 - 딜런 역
- 닉 홀더 - 데이브 토드 역

## 기타 제작진
- 미술: 케이브 퀸
- 의상: 제인 페트리